# Mühlenstraße 21 (Quedlinburg)

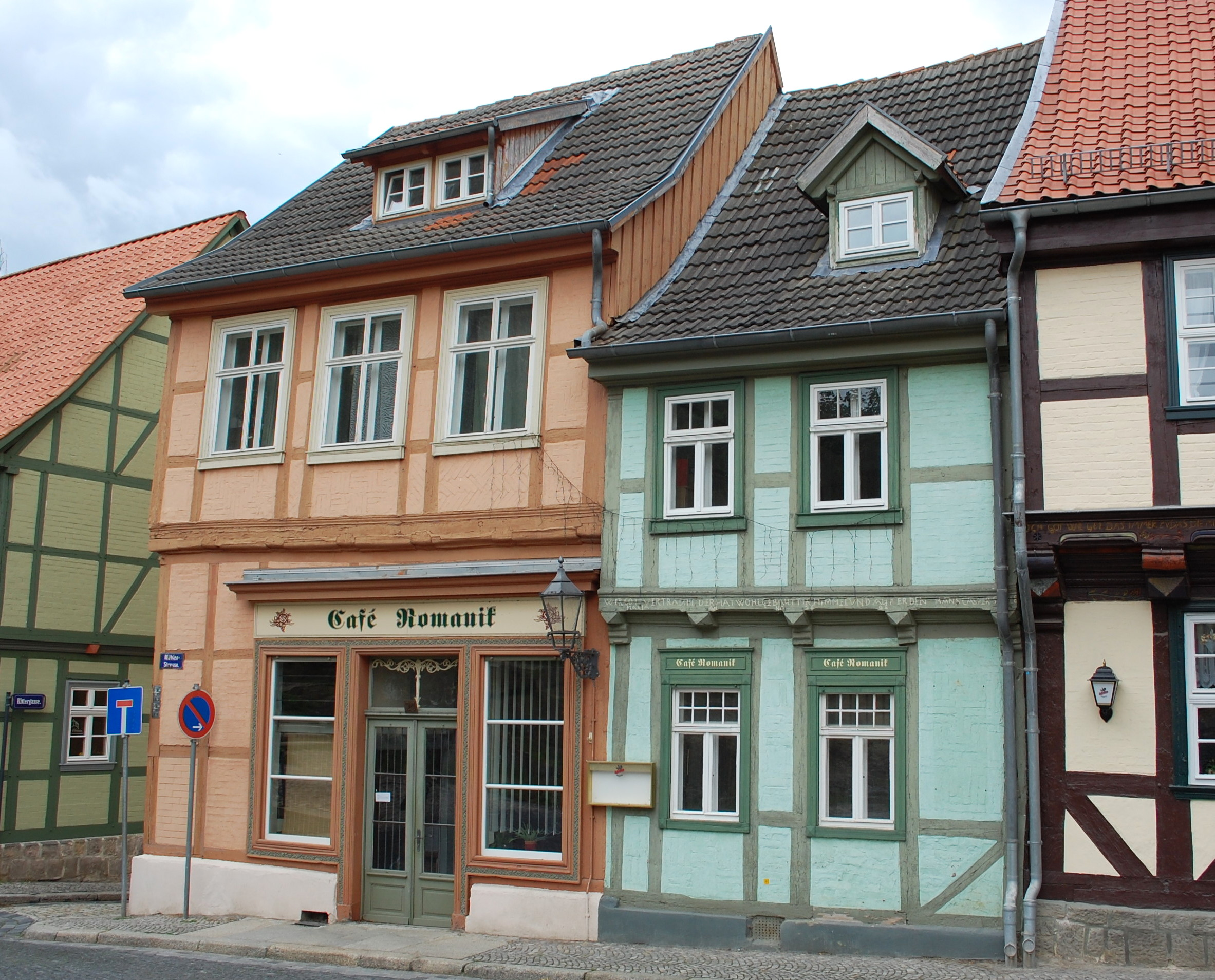
Mühlenstraße 21, links das Eckhaus, rechts Fachwerkhaus von 1698

Das Haus Mühlenstraße 21 ist ein denkmalgeschütztes Gebäude in der Stadt Quedlinburg in Sachsen-Anhalt. 
Es befindet sich südlich des Quedlinburger Schloßbergs auf der Südseite der Mühlenstraße an der Einmündung der Rittergasse. Das Haus ist im Quedlinburger Denkmalverzeichnis eingetragen und gehört zum UNESCO-Weltkulturerbe. Westlich grenzt das gleichfalls denkmalgeschützte Haus Mühlenstraße 22 an.

## Architektur und Geschichte

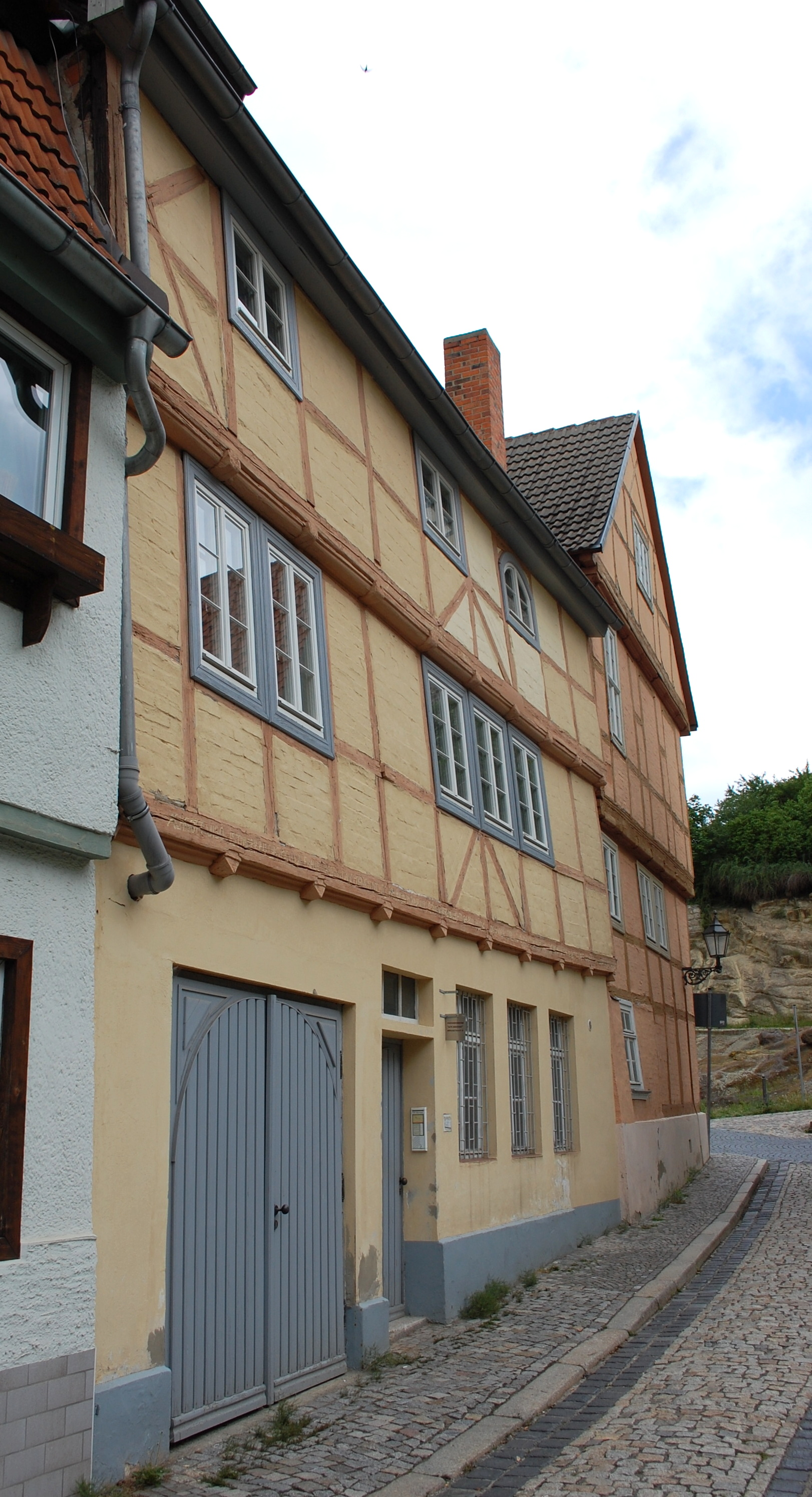
Seitengebäude entlang der Rittergasse

Zum Anwesen gehören drei Fachwerkhäuser, die sich um den Eckbereich der Straßen gruppieren. Im Erdgeschoss aller drei Gebäude befindet sich das Cafè Romanik. Das direkte Eckhaus entstand in der Zeit um 1740 und weist die typische Fachwerkfassadengestaltung seiner Bauzeit auf. Es besteht auch noch eine barocke Treppe. Die zur Mühlenstraße bestehende Ladenfassade stammt aus der Zeit um 1890. Traditionell ist das Gebäude Standort einer Bäckerei. Eine urkundliche Erwähnung stammt aus dem Jahr 1703, wobei die Tradition jedoch bis in das Mittelalter zurückgehen soll. Von der Backstube soll das Damenstift beliefert worden sein. Im Haus befindet sich heute ein Backofen aus dem Jahr 1910. Der von der Firma Daup aus Chemnitz hergestellte Ofen verfügte über zwei Feuerungen und war bis 1964 in Betrieb. Für einige Zeit wurden im Ladengeschäft noch Backwaren, später Getränke verkauft. Die Getränkeverkaufsstelle bestand bis 1990. In der Zeit um 1995 führte ein neuer Eigentümer eine Renovierung der Gebäude durch. Im Erdgeschoss entstand das Café. Darüber hinaus wurden drei Wohnungen, darunter zwei Ferienwohnungen und ein Büro eingerichtet.
Westlich des Eckhauses steht an der Mühlenstraße ein kleineres nach einer Bauinschrift im Jahr 1698 errichtetes Fachwerkhaus, an dessen Fassade sich Pyramidenbalkenköpfe finden.
Entlang der Rittergasse zieht sich ein langgestrecktes 1703 gebautes dreigeschossiges Seitengebäude. Auch die Obergeschosse dieses Hauses kragen leicht über.